# Ōno Chol-hwan
Ōno Chol-hwan (jap. 大野 哲煥; * 25. Oktober 1993 in der Präfektur Shimane, Japan) ist ein südkoreanischer Fußballspieler.

## Karriere
Ōno Chol-hwan erlernte das Fußballspielen in der Jugendmannschaft von Sanfrecce Hiroshima und in der Universitätsmannschaft der Josai International University. Seinen ersten Vertrag unterschrieb er am 1. Februar 2016 bei JEF United Ichihara Chiba. Der Verein aus Ichihara, einer Großstadt in der Präfektur Chiba, spielte in der zweiten japanischen Liga, der J2 League. Der Zweitligist Tochigi SC aus Utsunomiya lieh ihn die Saison 2020 aus. Hier kam er jedoch nicht zum Einsatz. Nach insgesamt neun Zweitligaspielen für JEF United wechselte der Torwart am 1. Februar 2021 nach Gifu zum Drittligisten FC Gifu. Hier bestritt er in drei Spielzeiten sieben Ligaspiele. Im Januar 2024 wechselte er zum Zweitligaaufsteiger Kagoshima United FC. Am Ende der Saison 2024 belegte er mit Kagoshima den 19. Tabellenplatz und musste somit in die dritte Liga absteigen. Nach dem Abstieg wurde sein Vertrag nicht verlängert.